# Embalse de Mbakaou
El embalse de Mbakaou se encuentra en el río Djerem, afluente del río Sanaga, en Camerún, al pie de la meseta Adamawa, en la región Adamawa. La presa fue concluida en 1968 con el objetivo de producir energía hidroeléctrica y crear una industria pesquera en la región.
Además del río Djerem, el embalse de Mbakaou recibe numerosos cursos de agua, entre los que destaca el río Meng. La región está escasamente poblada, con una media de 6 hab/km². La población más cercana es Tibati, que se encuentra en la cola del embalse, junto al río Djerem. Tiene 27.000 habitantes y es famosa por el pescado, que se captura en el lago y se vende a los restaurantes. Se estima que la producción de pesca del lago de Mbakaou, formado por la presa, es de 2500 a 3500 toneladas por año.

## Energía para el aluminio
La producción de energía eléctrica de la presa de Mbakaou, estimada en 300 MW, abastecería un proyecto de fabricación de aluminio, explotado por Cameroon Alumina Limited (CAL), una joint venture resultante de la fusión de Hindalco Industries Ltd, Dubai Aluminium Co e Hydromine Inc. El proyecto comprende, en una primera fase, la extracción de 4,25 millones de toneladas de bauxita en las minas de Ngaoundal y Minim-Martap, y el procesado de 1,5 millones de toneladas de aluminio en una refinería aguas abajo de la presa, en Mouséré. Estas cantidades se doblarían en una segunda fase.
El río Sanaga nace en las montañas Adamawa  y tiene una longitud de 890 km. En su curso se han construido dos presas con fines hidroeléctricos, que han dado lugar a los embalses de Edea (264 MW) y  Song Loulou (384 MW). Entre sus tributarios se encuentra el río Djerem, que nace en la meseta de Ngaundéré, donde se construyó Mbakaou, la primera de una serie de presas en la cuenca del Sanaga con el fin de obtener energía hidroeléctrica y en algunos casos abastecer la industria del aluminio. En la misma cuenca figuran el embalse de Bamendjing (1974), en el río Nun, y el embalse de Mapé (1978), en el río Mbam.

## Conmemoración filatélica
El 14 de febrero de 1971, el gobierno de Camerún emitió un sello conmemorativo del embalse de Mbakaou. Pertenece a una serie llamada Industrialización con el tema Diques y Represas, con un valor de 100 francos de África Central.